# Церква преподобного Антонія Печерського (Підпилип'я)
Церква преподобного Антонія Печерського в Підпилип'ї — парафія і храм Борщівського благочиння Тернопільської єпархії Православної церкви України в селі Підпилип'я Чортківського району Тернопільської области.
Оголошена пам'яткою архітектури місцевого значення (охоронний номер 411).

## Історія церкви
Храм був збудований у 1927 році завдяки коштам і праці жителів села. До цього часу власної церкви в селі не було, і люди ходили на богослужіння до сусіднього села Турильче.
У 1960-х роках храм закрили, і він не діяв до 1988 року. Після відкриття був проведений ремонт: поштукатурено фасад, перекрито дах та придбано все необхідне для служіння.
Основними ініціаторами відновлення були старші брати Мартин Осташевський та Петро Грицюк.
У 1991 році було виконано розпис стін храму. У 2007 році замінили огорожу та браму.

## Парохи
- о. Сергій Борис